# AD Lousada
Maillots
L'Association Sportive de Lousada (Associação Desportiva de Lousada) est un club portugais de football. Il est basé à Lousada.